# Alain Cavalier
Alain Cavalier, nome artístico de Alain Fraissé (Vendôme, Loir-et-Cher, Centre, França, 14 de setembro de 1931) é um cineasta francês.
É viúvo de Irène Tunc, com quem  foi casado de 1965 até sua morte em 16 de janeiro de 1972.